# Gouvernement Koizumi II
87e cabinet
(Jun'ichirō Koizumi) 89e cabinet
(Jun'ichirō Koizumi)
Le gouvernement Koizumi II (第2次 小泉 内閣, Dai-niji Koizumi Naikaku) était le 88e cabinet (第88代 内閣, dai-hachi-jū-hachi-dai Naikaku) de l'empire du Japon et le deuxième dirigé par le Premier ministre Jun'ichirō Koizumi. Il est nommé le 19 novembre 2003 à la suite des élections législatives du 9 novembre 2003 qui ont été marquées par le renouvellement de la majorité menée par PLD mais également par une forte avancée de la principale force d'opposition, le PDJ.
Tous les membres du cabinet sortant, remanié près de deux moins auparavant, conservent dans un premier temps leur poste. Son but est essentiellement de préparer la réforme des systèmes postaux (qui prévoit la privatisation de la poste japonaise, projet phare du Premier ministre), autoroutiers et des retraites. Le 7 mai 2004, le secrétaire général du Cabinet et « éminence grise » de Jun'ichirō Koizumi, Yasuo Fukuda, touché par le scandale des retraites (il avait négligé, de manière non délibérée, de faire certains paiements obligatoires au système de retraite nationale, pour une durée correspondant à 37 mois entre février 1990 et septembre 1992 puis d'août à décembre 1995, à l'instar d'autres membres de la majorité et de l'opposition à une époque où le gouvernement tentait de mettre en place sa réforme des retraites). 
Le 27 septembre 2004, Jun'ichirō Koizumi opère une importante réorganisation tant de la direction du PLD que de son gouvernement, afin de répondre à l'échec du PLD au renouvellement de la moitié de la Chambre des conseillers du 11 juillet 2004 (le parti au pouvoir est, pour la première fois de son histoire, battu en nombre de voix aux deux modes de scrutin par le PDJ, et ne conserve le contrôle de la chambre haute que grâce à son fort résultat au précédent scrutin de 2001, avec une majorité nettement réduite de 139 conseillers, dont 115 libéraux-démocrates, sur 242 contre 82 démocrates) et d'accélérer le rythme des réformes, notamment après l'adoption le 10 septembre précédent par le Cabinet du plan de « Politique fondamentale sur la privatisation des services postaux » (avec la proposition de scinder Japan Post en quatre compagnies distinctes : pour les services postaux, le réseau postal, la banque postale et l'assurance postale) et le vote par la Diète à la fin du mois de juillet des lois sur les privatisations d'ici mars 2006 des Japan Highway Public Corporation (là encore prévoyant sa division en trois compagnies privées ayant un droit de véto sur les projets de constructions autoroutières décidées par le gouvernement), Metropolitan Expressway Public Corporation, Hanshin Expressway Public Corporation et Honshū-Shikoku Bridge Authority. Pas moins de onze ministres sur dix-sept font alors leur entrée au gouvernement. Par la suite, le seul portefeuille à voir son titulaire changer est celui de l'Agriculture, des Forêts et de la Pêche, le ministre Yoshinobu Shimamura démissionnant le 8 août 2005 pour protester contre la décision de son Premier ministre de dissoudre la Chambre des représentants à la suite du rejet du projet de privatisation postale par la Chambre des conseillers. Il est remplacé trois jours plus tard, après un intérim assuré par Jun'ichirō Koizumi lui-même, par Mineichi Iwanaga.  
Après les élections législatives anticipées du 11 septembre 2005, qui marquent une victoire historique pour le PLD et Koizumi, celui-ci est réélu Premier ministre le 21 septembre suivant et forme alors son troisième gouvernement.

## Composition

### Premier ministre
| Fonction         | Personnalité       | Parti | Faction    | Diète        | Circonscription                       |
| ---------------- | ------------------ | ----- | ---------- | ------------ | ------------------------------------- |
| Premier ministre | Jun'ichirō Koizumi | PLD   | (Seiwakai) | Représentant | Préfecture de Kanagawa (11e district) |

### Ministres d'État(du19 novembre 2003au27 septembre 2004)
Les ministres maintenus à leur poste sont indiqués en gras. 

#### Ministres, chefs d'un ministère
| Fonction | Personnalité      | Parti   | Faction             | Diète                            | Circonscription           |
| --- | ----------------- | ------- | ------------------- | -------------------------------- | ------------------------- |
| Ministre de la Gestion publique, des Affaires intérieures, des Postes et Télécommunications également chargé des Sports nationaux | Tarō Asō          | PLD     | Taiyūkai            | Représentant                     | Fukuoka (8e district)     |
| Ministre de la Justice | Daizō Nozawa      | PLD     | Seiwakai            | Conseiller (jusqu'au 11/07/2004) | Proportionnelle nationale |
| Ministre des Affaires étrangères                                                                                                  | Yoriko Kawaguchi  | PLD     | -                   | -                                | -                         |
| Ministre des Finances | Sadakazu Tanigaki | PLD     | Kōchikai (Tanigaki) | Représentant                     | Kyoto (5e district)       |
| Ministre de l'Éducation, de la Culture, des Sports, des Sciences et de la Technologie                                             | Takeo Kawamura    | PLD     | Shisuikai           | Représentant                     | Yamaguchi (3e district)   |
| Ministre de la Santé, du Travail et des Affaires sociales                                                                         | Chikara Sakaguchi | Kōmeitō | -                   | Représentant                     | Tōkai (proportionnelle)   |
| Ministre de l'Agriculture, des Forêts et de la Pêche                                                                              | Yoshiyuki Kamei   | PLD     | Kinmirai            | Représentant                     | Kanagawa (16e district)   |
| Ministre de l'Économie, du Commerce et de l'Industrie également chargé de l'Exposition universelle                                | Shōichi Nakagawa  | PLD     | Shisuikai           | Représentant                     | Hokkaidō (11e district)   |
| Ministre du Territoire, des Infrastructures et des Transports également chargé de la Délocalisation de la capitale et du Tourisme | Nobuteru Ishihara | PLD     | -                   | Représentant                     | Tokyo (8e district)       |
| Ministre de l'Environnement également chargée des Problèmes environnementaux mondiaux                                             | Yuriko Koike      | PLD     | Seiwakai            | Représentante                    | Kinki (proportionnelle)   |

#### Chef du secrétariat et du bureau du Cabinet
| fonction                                                                 | Personnalité                                                                    | Parti | Faction  | Diète         | Circonscription                            |
| ------------------------------------------------------------------------ | ------------------------------------------------------------------------------- | ----- | -------- | ------------- | ------------------------------------------ |
| Secrétaire général du Cabinet Ministre d'État pour l'Égalité des chances | Yasuo Fukuda (démission le 07/05/2004) Hiroyuki Hosoda (à partir du 07/05/2004) | PLD   | Seiwakai | Représentants | Gunma (4e district) Shimane (1er district) |

#### Ministres d'État ne dirigeant pas un ministère
| fonction | Personnalité      | Parti | Faction                 | Diète                               | Circonscription           |
| --- | ----------------- | ----- | ----------------------- | ----------------------------------- | ------------------------- |
| Ministre d'État, Présidente de la Commission nationale de sécurité publique Ministre d'État au Développement de la Jeunesse, à la Baisse de la natalité et à la Sécurité alimentaire                                           | Kiyoko Ono        | PLD   | Shisuikai               | Conseillère                         | Proportionnelle nationale |
| Directeur de l'Agence de Défense du Japon | Shigeru Ishiba    | PLD   | Heiseikai               | Représentant                        | Tottori (1er district)    |
| Ministre d'État pour Okinawa et les Territoires du Nord, la Protection des données et la Politique scientifique et technologique également chargé des Technologies de l'information                                            | Toshimitsu Motegi | PLD   | Heiseikai               | Représentant                        | Tochigi (5e district)     |
| Ministre d'État pour les Services financiers, la Politique économique et fiscale | Heizō Takenaka    | PLD   | -                       | Conseiller (à partir du 11/07/2004) | Proportionnelle nationale |
| Ministre d'État pour la Réforme réglementaire et la Corporation de revitalisation industrielle également chargé de la Réforme administrative, de la Réforme structurelle des zones spéciales et de la Revitalisation régionale | Kazuyoshi Kaneko  | PLD   | Kōchikai (Horiuchi)     | Représentant                        | Tōkai (proportionnelle)   |
| Ministre d'État à la Gestion des catastrophes également chargé de la législation des urgences nationales | Ki'ichi Inōe      | PLD   | Atarashii Nami (ex-NPC) | Représentant                        | Hyōgo (4e district)       |

### Remaniement du27 septembre 2004
Les ministres maintenus à leur poste sont indiqués en gras, et ceux déjà présents dans le précédent gouvernement mais ayant changé d'attribution en italique.  

#### Ministres, chefs d'un ministère
| fonction | Personnalité | Parti   | Faction                         | Diète         | Circonscription                                                  |
| --- | --- | ------- | ------------------------------- | ------------- | ---------------------------------------------------------------- |
| Ministre des Affaires intérieures et des Communications également chargé des Sports nationaux                                                 | Tarō Asō | PLD     | Taiyūkai                        | Représentant  | Fukuoka (8e district)                                            |
| Ministre de la Justice Ministre d'État au Développement de la Jeunesse et à la Baisse de la natalité                                          | Chieko Nōno | PLD     | Seiwakai                        | Conseillère   | Proportionnelle nationale                                        |
| Ministre des Affaires étrangères | Nobutaka Machimura                                                                                                   | PLD     | Seiwakai                        | Représentant  | Hokkaidō (5e district)                                           |
| Ministre des Finances | Sadakazu Tanigaki | PLD     | Kōchikai (Tanigaki)             | Représentant  | Kyōto (5e district)                                              |
| Ministre de l'Éducation, de la Culture, des Sports, des Sciences et de la Technologie                                                         | Nariaki Nakayama | PLD     | Seiwakai                        | Représentant  | Miyazaki (1er district)                                          |
| Ministre de la Santé, du Travail et des Affaires sociales                                                                                     | Hidehisa Otsuji | PLD     | Heiseikai                       | Conseiller    | Proportionnelle nationale                                        |
| Ministre de l'Agriculture, des Forêts et de la Pêche                                                                                          | Yoshinobu Shimamura (dém. 08/08/05) Jun'ichirō Koizumi (intérim 08-11/08/05) Mineichi Iwanaga (à partir du 11/08/05) | PLD     | Shisuikai (Seiwakai) Kōchikai-H | Représentants | Tokyo (16e district) Kanagawa (11e district) Shiga (4e district) |
| Ministre de l'Économie, du Commerce et de l'Industrie également chargé de l'Exposition universelle                                            | Shōichi Nakagawa | PLD     | Shisuikai                       | Représentant  | Hokkaidō (11e district)                                          |
| Ministre du Territoire, des Infrastructures et des Transports également chargé de la Délocalisation de la capitale et du Tourisme             | Kazuo Kitagawa | Kōmeitō | -                               | Représentant  | Ōsaka (16e district)                                             |
| Ministre de l'Environnement Ministre d'État pour Okinawa et les Territoires du Nord également chargée des Problèmes environnementaux mondiaux | Yuriko Koike | PLD     | Seiwakai                        | Représentante | Kinki (proportionnelle)                                          |

#### Chef du secrétariat et du bureau du Cabinet
| fonction                                                                 | Personnalité    | Parti | Faction  | Diète        | Circonscription        |
| ------------------------------------------------------------------------ | --------------- | ----- | -------- | ------------ | ---------------------- |
| Secrétaire général du Cabinet Ministre d'État pour l'Égalité des chances | Hiroyuki Hosoda | PLD   | Seiwakai | Représentant | Shimane (1er district) |

#### Ministres d'État ne dirigeant pas un ministère
| fonction | Personnalité       | Parti | Faction             | Diète        | Circonscription           |
| --- | ------------------ | ----- | ------------------- | ------------ | ------------------------- |
| Ministre d'État, Président de la Commission nationale de sécurité publique Ministre d'État à la Gestion des catastrophes également chargé de la législation des urgences nationales                                            | Yoshitaka Murata   | PLD   | Kōchikai (Horiuchi) | Représentant | Okayama (5e district)     |
| Directeur de l'Agence de Défense du Japon | Yoshinori Ōno      | PLD   | Kinmirai            | Représentant | Kagawa (3e district)      |
| Ministre d'État pour les Services financiers | Tatsuya Itō        | PLD   | Heiseikai           | Représentant | Tokyo (proportionnelle)   |
| Ministre d'État pour la Politique économique et fiscale également chargé de la Privatisation de la Poste | Heizō Takenaka     | PLD   | -                   | Conseiller   | Proportionnelle nationale |
| Ministre d'État pour la Réforme réglementaire et la Corporation de revitalisation industrielle également chargé de la Réforme administrative, de la Réforme structurelle des zones spéciales et de la Revitalisation régionale | Seiichirō Murakami | PLD   | Banchō              | Représentant | Ehime (2e district)       |
| Ministre d'État pour la Politique scientifique et technologique et la Sécurité alimentaire également chargé des Technologies de l'information                                                                                  | Yasufumi Tanahashi | PLD   | Heiseikai           | Représentant | Gifu (2e district)        |